# Distribució digital
La distribució digital o difusió digital és l'acte de proveir continguts, de pagament o de franc, a través d'internet en forma desmaterialitzada. Té dues formes: la descàrrega d'una còpia del fitxer al maquinari del comprador i la reproducció en temps real (streaming).
Des de principis del segle xxi ha crescut contínuament a causa de la propagació de la banda ampla ràpida, i ha esdevingut un competidor de la distribució dels suports materials (llibres, cintes, discs flexibles, CD, DVD). Aquesta evolució ha generat una nova estructura de mercat, inicialment per a la música i cada vegada més per a altres continguts.
La difusió digital va capgirar el mercat i l'estructura dels preus. Ara només queda el cost propi de producció del contingut com la feina del periodista, del músic… i desapareix el maquinari costós (impremta, maquines per fer CDs o pel·lícules…) per fer el suport material així com el transport i els punts de venda físics. Desapareix igualment la necessitat de produir un tiratge minimal i el risc empresarial de romandre's amb un estoc d'invenuts. La poca infraestructura, la reducció del cost de producció i difusió així com la rapidesa d'entrega en fan també una oportunitat per a petits entitats especialitzades, que poden atènyer el món, sense necessitar ni una fàbrica per fer el suport, ni una multinacional per distribuir. Per les seves marges beneficiàries, ambdues augmentarien el preu si el producte fos material. El reemplaçament de suports físics per una difusió digital té un impacte positiu sobre el medi ambient. Pel contingut en metalls pesants i plàstics difícilment reciclables, les centenars de milers de DVDs i CDs obsolets que es llencen cada setmana, són una font important de pol·lució. Crea més perspectives per a obres autoeditades, com que l'autor ja no necessita cap editorial o discogràfica com intermediari entre si i el seu públic. Pot fer la promoció per les mitjans socials, que el remuneren per descàrrega i no té gaire guast si l'obra no té èxit.
La difusió digital té tres inconvenients majors: és més fàcil fer còpies piratejades sense perdre qualitat, facilita la censura per Estats o pel quasi monopoli de plataformes de difusió (Google, Apple, Youtube…) i té un impacte en la privadesa com que la xarxa té «memòria» sobre qui ha descarregat quina obra. Per l'anàlisi del perfil de compres, es pot identificar opinions polítiques, filosòfiques o religioses el que pot crear un risc per a la llibertat personal en estats totalitaris, dictadures o teocràcies.
Hi ha distribuïdors que venen productes de tercers com Spotify, iTunes (2001), Google TV, Apple TV, Filmincat i d'altres. Hi ha editorials o discografies que distribueixen els dos formats (materials i electrònics) i d'altres, com la Gran Enciclopèdia Catalana o l'Encyclopædia Britannica que van abandonar completament l'edició paper tradicional. La majoria dels diaris tenen els dos formats i generalment ofereixen una part de la informació de franc al seu portal, tot i que hi ha productes nous, com Nació Digital que des dels inicis van optar per a la difusió digital. Hi ha plataformes que només venen continguts immaterials, i d'altres, del qual el més conegut és Amazon, que ho venen tot. Encara no és clar que serà l'efecte final sobre els productes materials i els canals de distribució com les botigues, llibreries o cinemes, però és segur que l'ofici s'està canviant.
El programa d'Apple, iTunes, llençat el 2001 va revolucionar el món de la distribució de música, a poc a poc es va eixamplar a altres continguts com ara jocs i programari. Spotify és una plataforma de música de reproducció en temps real. Google TV és un sistema de televisió interactiva creada el 2010 per la multinacional Google i codes en col·laboració amb Intel, Sony i Logitech. Apple TV (2006) és un receptor de televisió interactiu amb tecnologia de reproducció en temps real que proporciona un accés senzill al catàleg de pel·lícules de la botiga iTunes, però també dona accés a altres plataformes. Filmincat és la primera plataforma especialitzada en la distribució digital de continguts multimèdia en català, que segons el seu director, Juan Carlos Tous ha de ser «una finestra per al cinema català, i un lloc on es puguin veure pel·lícules que no tenen distribució».